# Sudden Lights
Sudden Lights – łotewski zespół muzyczny, założony w 2012 w Rydze. W skład zespołu wchodzą: Andrejs Reinis Zitmanis, Mārtiņš Matīss Zemītis, Kārlis Matīss Zitmanis i Kārlis Vārtiņš.

## Historia
Zespół został założony w 2012 przez Andrejsa Reinisa Zitmanisa i Mārtiņša Matīssa Zemītisa. Później do składu dołączyli Kārlis Matīss Zitmanis i Kārlis Vārtiņš. 22 września 2017 wydali debiutancki album studyjny pt. Priekšpilsētas. W lutym 2018 z piosenką „Just Fine” zajęli drugie miejsce w programie Supernova 2018, stanowiącym łotewskie eliminacje do 63. Konkursu Piosenki Eurowizji. W maju 2023, reprezentując Łotwę z utworem „Aijā” (z którym zwyciężyli w finale programu Supernova 2023), wystąpili w 67. Konkursie Piosenki Eurowizji, jednak nie zakwalifikowali się do finału, zajmując 11. miejsce w półfinale.

## Dyskografia

### Albumy studyjne
- Priekšpilsētas (2017)